# Benedikt Doranth
Benedikt Doranth (* 28. Dezember 1987 in Starnberg) ist ein deutscher Volleyball- und Beachvolleyballspieler.

## Karriere Hallenvolleyball
Nach der Jugendausbildung beim SV Inning wechselte Doranth 2006 zum TSV Herrsching in die Bayernliga. Mit Doranth als Kapitän gelang der Aufstieg in die 1. Bundesliga, wo der TSV Herrsching seit der Saison 2014/15 spielt. 2017/18 war er beim Schweizer Erstligisten VBC Einsiedeln aktiv. Seit 2018 spielt Doranth beim Zweitligisten TSV Grafing, mit dem er 2021 die Meisterschaft in der 2. Bundesliga Süd gewann. In der Saison 2021/22 ist Doranth an der Seite von Marvin Polte Spielertrainer in Grafing.

## Karriere Beachvolleyball
Von 2011 bis 2014 bildete Doranth mit seinem Partner Maximilian Hauser ein Team. Zusammen gelang zweimal der Sieg auf der Bayerischen Meisterschaft und 2014 die Qualifikation zur Deutschen Meisterschaft. 2015 spielte Doranth zusammen mit Marvin Klass. Mit Julius Höfer qualifizierte sich Doranth 2016 und 2017 erneut für die Deutschen Meisterschaften. Mit Yannic Beck wurde er 2018 Dritter bei der Techniker Beach Tour in Leipzig. Seit 2018 ist Doranth auch im Snowvolleyball aktiv und wurde hier 2020 in Oberstaufen zusammen mit Julius Höfer, Tim Noack und Fabian Wagner deutscher Meister.